# Daniel Aponzá
Daniel Aponzá Carabalí (Cáli, 27 de agosto de 2001) é um jogador de voleibol colombiano que atua na posição de central, com marca de alcance de 347 no ataque.

## Carreira

### Clube
Revelado na base da entidade Liga Vallecaucana de Voleibol, irmão gêmeo do ponteiro Léiner Aponzá, conquistaram o título nacional em 2021 sob o comando do técnico Felipe Osorio;jogaram juntos no voleibol finlandês na temporada 2021-22 pelo Perungan Pojatterminando na décima posição no campeonato nacional.
Em 2022, o atleta transferiu-se para a Eslovênia para defender as cores do Calcit Kamnik na temporada 2022–23. sendovice-campeão da Liga MEVZA, da Copa Eslovena e do Campeonato Esloveno e ainda disputou a Copa CEV por este clube.

### Seleção
Pela seleção colombiana sub-19, Daniel conquistou a medalha de bronze no Campeonato Sul-Americano de 2019 e a qualificação para o Mundial.. E esteve no grupo que se preparava para o Campeonato Mundial Sub-19 de 2029 em  Tunes e disputou a Copa Pan-Americana Sub-21 de 2019 em Lima e terminou na sétima posição, mas, foi eleito o melhor central da edição, no referido Mundial Sub-19 terminou na vigésima posição.
Em 2021, conquistou o quarto lugar no Campeonato Sul-Americano em Brasília, conquistou pela seleção a medalha de ouro nos Jogos Bolivarianos em Valledupar.Em 2023, terminou em sexto lugar na Copa Pan-Americana em Guadalajara; também conquistou a medalha de bronze na edição de Sul-Americano de Recife e foi premiado como melhor central da competição

## Títulos
Liga Vallecaucana
- Campeonato Colombiano: 2021

## Clubes
| Anos      | Clube                         |
| --------- | ----------------------------- |
| 2019–2021 | Liga Vallecaucana de Voleibol |
| 2021–2022 | Perungan Pojat                |
| 2022–2023 | Calcit Kamnik                 |

## Prêmios individuais
- 2019: Copa Pan-Americana Sub-21 – Melhor central
- 2023: Campeonato Sul-Americano – Melhor central